# Grand Prix Formule 1 van Canada 2006
De Grand Prix Formule 1 van Canada 2006 werd gehouden op 25 juni 2006 op het Circuit Gilles Villeneuve in Montreal.

## Uitslag
| Positie | Nummer | Rijder               | Team                  | Ronden | Tijd/Opgave | Startplaats | Punten |
| ------- | ------ | -------------------- | --------------------- | ------ | ----------- | ----------- | ------ |
| 1       | 1      | Fernando Alonso      | Renault               | 70     | 1:34:37.308 | 1           | 10     |
| 2       | 5      | Michael Schumacher   | Scuderia Ferrari      | 70     | +2.100      | 5           | 8      |
| 3       | 3      | Kimi Räikkönen       | McLaren - Mercedes    | 70     | +8.800      | 3           | 6      |
| 4       | 2      | Giancarlo Fisichella | Renault               | 70     | +15.600     | 2           | 5      |
| 5       | 6      | Felipe Massa         | Scuderia Ferrari      | 70     | +25.100     | 10          | 4      |
| 6       | 8      | Jarno Trulli         | Toyota                | 69     | +1 Ronde    | 4           | 3      |
| 7       | 16     | Nick Heidfeld        | BMW Sauber            | 69     | +1 Ronde    | 13          | 2      |
| 8       | 14     | David Coulthard      | Red Bull - Ferrari    | 69     | +1 Ronde    | 22          | 1      |
| 9       | 12     | Jenson Button        | Honda                 | 69     | +1 Ronde    | 8           |        |
| 10      | 21     | Scott Speed          | Toro Rosso - Cosworth | 69     | +1 Ronde    | 17          |        |
| 11      | 15     | Christian Klien      | Red Bull - Ferrari    | 69     | +1 Ronde    | 12          |        |
| 12      | 9      | Mark Webber          | Williams - Cosworth   | 69     | +1 Ronde    | 16          |        |
| 13      | 20     | Vitantonio Liuzzi    | Toro Rosso - Cosworth | 68     | +2 Rondes   | 15          |        |
| 14      | 18     | Tiago Monteiro       | MF1 - Toyota          | 66     | +4 Rondes   | 18          |        |
| 15      | 22     | Takuma Sato          | Super Aguri           | 64     | Ongeluk     | 20          |        |
| Ret     | 17     | Jacques Villeneuve   | BMW Sauber            | 58     | Ongeluk     | 11          |        |
| Ret     | 7      | Ralf Schumacher      | Toyota                | 58     | Uitgevallen | 14          |        |
| Ret     | 4      | Juan Pablo Montoya   | McLaren - Mercedes    | 13     | Ongeluk     | 7           |        |
| Ret     | 11     | Rubens Barrichello   | Honda                 | 11     | Mechanisch  | 9           |        |
| Ret     | 23     | Franck Montagny      | Super Aguri - Honda   | 2      | Motor       | 21          |        |
| Ret     | 10     | Nico Rosberg         | Williams - Cosworth   | 1      | Ongeluk     | 6           |        |
| Ret     | 19     | Christijan Albers    | MF1 - Toyota          | 0      | Ongeluk     | 19          |        |

## Wetenswaardigheden
- Rondeleiders: Fernando Alonso 65 (1-22; 25-49; 53-70) en Kimi Räikkönen 5 (23-24; 50-52).
- David Coulthard moest achteraan starten na een versnellingsbakwissel.

## Standen na de Grand Prix

### Coureurs
| Positie | Nummer | Rijder               | Team             | Punten |
| ------- | ------ | -------------------- | ---------------- | ------ |
| 1       | 1      | Fernando Alonso      | Renault          | 84     |
| 2       | 5      | Michael Schumacher   | Scuderia Ferrari | 59     |
| 3       | 3      | Kimi Räikkönen       | McLaren          | 39     |
| 4       | 2      | Giancarlo Fisichella | Renault          | 37     |
| 5       | 6      | Felipe Massa         | Scuderia Ferrari | 28     |

### Constructeurs
| Positie | Nummers | Team             | Rijders                              | Punten |
| ------- | ------- | ---------------- | ------------------------------------ | ------ |
| 1       | 1 2     | Renault          | Fernando Alonso Giancarlo Fisichella | 121    |
| 2       | 5 6     | Scuderia Ferrari | Michael Schumacher Felipe Massa      | 87     |
| 3       | 3 4     | McLaren          | Kimi Räikkönen Juan Pablo Montoya    | 65     |
| 4       | 11 12   | Honda            | Jenson Button Rubens Barrichello     | 29     |
| 5       | 16 17   | BMW Sauber       | Nick Heidfeld Jacques Villeneuve     | 19     |

## Statistieken
| Snelste ronde | Kimi Räikkönen | McLaren - Mercedes | 1:15.841 |

1967 · 1968 · 1969 · 1970 · 1971 · 1972 · 1973 · 1974 · 1976 · 1977 · 1978 · 1979 · 1980 · 1981 · 1982 · 1983 · 1984 · 1985 · 1986 · 1988 · 1989 · 1990 · 1991 · 1992 · 1993 · 1994 · 1995 · 1996 · 1997 · 1998 · 1999 · 2000 · 2001 · 2002 · 2003 · 2004 · 2005 · 2006 · 2007 · 2008 · 2010 · 2011 · 2012 · 2013 · 2014 · 2015 · 2016 · 2017 · 2018 · 2019 · 2022 · 2023 · 2024 · 2025 · 2026 · 2027 · 2028 · 2029